# Muktza
Muktza (oder Muktze) hebräisch für „abgesondert“, ist ein Begriff in der Halacha für Gegenstände, die am Sabbat auch innerhalb eines Eruv weder bewegt noch benutzt werden dürfen. Dahinter steht, die Feiertagsruhe des Sabbats zu bewahren.
Es gibt vier Hauptkategorien von Muktza, für die jeweils verschiedene halachische Richtlinien gelten:
1. Keli sche'melachto le'issur – ein Gegenstand, der normalerweise für Aktivitäten benutzt wird, die am Sabbat verboten sind (Bleistifte gehören dazu, da am Sabbat das Schreiben verboten ist)
2. Muktze machmat chesron kis – ein Gegenstand von einigem Wert, der normalerweise für Aktivitäten genutzt wird, die am Sabbat verboten sind (beispielsweise eine Videokamera: Filmen ist am Sabbat nicht erlaubt, und es ist ein wertvoller Gegenstand)
3. Muktze machmat gufo – Gegenstände, die für keinen bestimmten Zweck gemacht wurden (zum Beispiel ein Stein, der auf der Straße liegt)
4. Basis l'davar ha'assur – Gegenstände, in denen bzw. auf denen vor dem Sabbat ein Muktza-Gegenstand aufbewahrt wurde

Die Gesetze, die sich mit Muktza befassen, gehören zu den komplexesten Sabbat-Gesetzen.